# سيدني م. جوتيريز
سيدني م. جوتيريز (بالإنجليزية: Sidney M. Gutierrez)‏ (و. 1951 – م) هو ضابط، ورائد فضاء من الولايات المتحدة الأمريكية . ولد في ألباكركي، نيومكسيكو .

## ريادة الفضاء
شارك في المهمات الفضائية:
- STS-40
- STS-59.

## التعليم
تعلم في U.S. Air Force Test Pilot School، وأكاديمية سلاح الجو الأمريكي

## الخدمة العسكرية
خدم في القوات الجوية الأمريكية.